# Schalkwijkse spoorbrug
De Schalkwijkse spoorbrug tussen Houten en Schalkwijk, overspant het Amsterdam-Rijnkanaal en maakt deel uit van de spoorlijn Utrecht - Boxtel. De brug bestaat uit een verstijfde boogbrug van 188,1 meter en twee zijoverspanningen van 35,35 meter. De brug was jarenlang donkergrijs met wit, maar is sinds 2011 geheel wit geschilderd. Vlak daarnaast ligt de Schalkwijksebrug, met een tweestrooks verkeersweg en fietspad. De later gebouwde Muiderspoorbrug is constructief gezien gebaseerd op de Schalkwijkse spoorbrug en heeft dezelfde afmetingen.

## Varsity
Sinds 1980 wordt er jaarlijks bij deze spoorbrug de Varsity - een roeiwedstrijd voor studenten - gehouden.